# Ложнопроволочники

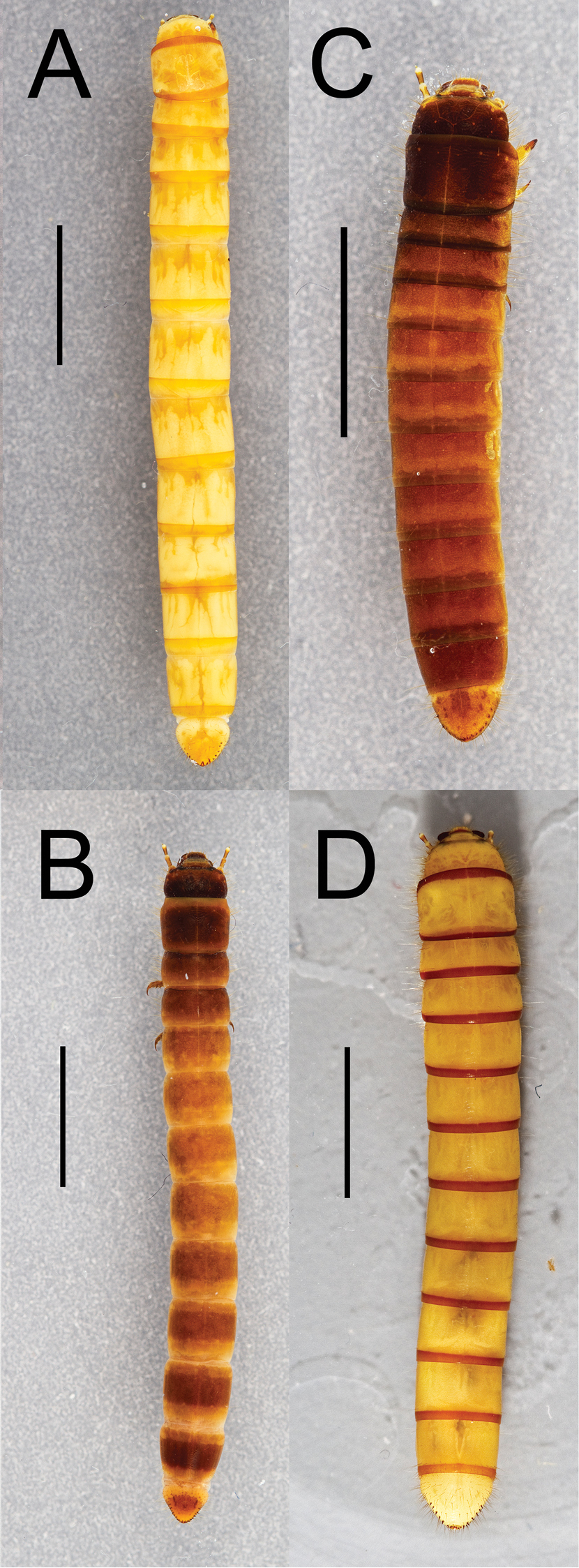
Личинки разных видов рода Eleodes

Ложнопро́волочники — общее название личинок жуков из семейств чернотелок и пыльцеедов. Внешне похожи на проволочников (личинок жуков-щелкунов); название введено для отличия от них.
Ложнопроволочники имеют плоское или уплощённое тело длиной до 50 мм, сильно хитинизированное сверху и в меньшей степени — снизу. Твёрдые покровы обеспечивают прочную опору для личинок, проделывающих ходы в твёрдых почвах. Окраска жёлтая или тёмно-бурая. Голова выпуклая, мандибулы короткие и мощные, передняя пара ног развита более остальных. На заднем конце тела имеются выросты, с помощью которых личинка фиксируется в своде прокладываемого ею хода.
Личинки могут развиваться в почве, в гнилой древесине, в грибах. Цикл развития составляет от года или двух лет до нескольких месяцев.
Ложнопроволочники, как и проволочники, являются вредителями сельскохозяйственных культур. И те, и другие относятся к так называемым многоядным видам. Ложнопроволочники могут выгрызать зёрна кукурузы и пшеницы, повреждать сорго, масличный мак, подземные части злаков и сахарной свёклы, наносить ущерб молодым всходам и продуктам на складах. Особенно опасны личинки песчаного медляка, кукурузной чернотелки и ряда пыльцеедов.